# Miljöhögskolan, Umeå
Umeå Miljöhögskola, är ett samarbete mellan Umeå universitet och Sveriges lantbruksuniversitet. Miljöhögskolan fungerar som en portal för miljöutbildning och -forskning i Umeå har och har bland annat till uppgift att öka kontakterna med omvärlden inom det miljövetenskapliga området.